# Zezé Perrella
José Perrella de Oliveira Costa (São Gonçalo do Pará, 22 de fevereiro de 1957), conhecido como Zezé Perrella ou Zeze Perella [sic], é um empresário, dirigente esportivo e político brasileiro do estado de Minas Gerais, filiado ao Movimento Democrático Brasileiro (MDB).

## Carreira
Foi presidente do Sindicato das Indústrias de Carne e Derivados e de Frios de Minas Gerais (Sinduscarne) de 1992 a 1997. Também foi diretor da Federação das Indústrias do Estado de Minas Gerais (FIEMG) de 1998 a 2001.

### Cruzeiro Esporte Clube
Assumiu pela primeira vez a presidência do Cruzeiro em 1994, cargo que ocupou entre 1995 e 2002, durante três mandatos. Em 2003 seu irmão Alvimar Perrella assumiu a cadeira.
Em 2008 foi novamente eleito presidente do Cruzeiro, assumindo em 2009 o seu quarto mandato no comando do clube com término em 2011. Durante este último mandato, Zezé Perrella e Alexandre Kalil, presidente do Atlético Mineiro, protagonizaram diversas trocas de farpas. Em certa ocasião, o presidente do Cruzeiro brincou, afirmando que a sala de troféus do Galo se parecia com a praia de Guarapari, no Espírito Santo, por só ter mineiros, devido ao número de turistas de Minas Gerais que frequentam a cidade ser muito elevado. Em outubro de 2017, Perrella foi eleito por aclamação como presidente do conselho deliberativo do clube.

### Política
Foi deputado federal pelo PFL, no período de 1999 a 2003 atingindo a segunda maior votação entre os candidatos à Câmara dos Deputados em Minas Gerais. Em 2002 candidatou-se ao Senado, obtendo 2,94 milhões de votos, quarta colocação no estado.
Foi eleito deputado estadual em Minas Gerais em 2006, pelo PSDB.
Em 2009 deixou o PSDB e filiou-se ao PDT.
Em junho de 2010, seu nome foi oficializado como primeiro suplente na candidatura de Itamar Franco ao senado. Com o falecimento de Itamar, Perrella foi empossado em 11 de julho de 2011 para cumprir o restante do mandato. Na época, era investigado por suspeita de lavagem de dinheiro na venda do zagueiro Luisão, em 2003, investigação que já dura 12 anos, sem que nenhuma denúncia fosse feita por parte do Ministério Publico. Esta investigação foi aberta pelo promotor Eduardo Nepomuceno, promotor afastado por seus pares no Conselho Nacional do Ministério Público, por conter irregularidades em processos de sua autoria e abuso de poder. É dono de uma fazenda em Minas Gerais avaliada em 60 milhões de reais.
Em março de 2016 anuncia sua saída do PDT e dias depois o ingresso no PTB. Em janeiro de 2017, ingressa no PMDB.
Em julho de 2017 votou a favor da reforma trabalhista.
Em outubro de 2017 votou a favor da manutenção do mandato do senador Aécio Neves derrubando decisão da Primeira Turma do Supremo Tribunal Federal no processo onde ele é acusado de corrupção e obstrução da justiça por solicitar dois milhões de reais ao empresário Joesley Batista.
Em novembro de 2018, o senador votou a favor do aumento de salário dos integrantes do STF, que gerará o reajuste de milhares de salários no nível federal, estadual e municipal, com impacto negativo estimado de 6 bilhões de reais/ano no orçamento nacional.

### Caso Helicoca
Em 2013, seu nome esteve vinculado à apreensão de 445 kg de pasta base de cocaína, dentro de um helicóptero de propriedade da família Perrella, quando a aeronave aterrissava em uma fazenda em Afonso Cláudio, no Espírito Santo, em 24 de novembro daquele ano.
Em nota à imprensa, divulgada em 10 de dezembro do mesmo ano, referente à investigação sobre a apreensão da cocaína, a Superintendência da Polícia Federal do Espírito Santo informou que até então não ficara configurado "qualquer indício de envolvimento da empresa proprietária do helicóptero utilizado para o transporte da droga, nem de seus representantes legais",  e que as investigações apontavam para "envolvimento isolado do piloto da empresa." Ainda segundo a nota de 2013, "a investigação segue atualmente perante a Justiça Federal no Estado do Espírito Santo, com o acompanhamento do Ministério Público Federal." Nem Zezé Perrella, nem seu filho, o deputado estadual Gustavo Perrella, foram indiciados, e o helicóptero lhes foi devolvido (o que, em tese,  contraria o disposto no art. 62 da Lei Antidrogas). Os quatro presos em flagrante durante a operação da Polícia Federal ficaram seis meses na prisão e foram libertados. Hoje, o piloto Alexandre José de Oliveira Júnior exerce normalmente sua profissão, sendo proprietário de três helicópteros.[carece de fontes?]
Em 2017, delegados que trabalharam no caso do chamado "helicoca" informaram não ter sido encontrados  indícios de que o senador José Perrella ou qualquer familiar dele estivesse envolvido com o transporte da cocaína encontrada no helicóptero da família. Ainda em 2017, durante conversa telefônica (grampeada mediante  autorização do Supremo) com o senador Aécio Neves, Zezé Perrella queixou-se por ainda ser lembrado pelo caso do helicóptero carregado de cocaína. "Eu não faço nada de errado, eu só trafico drogas", ironizou o senador.
Também em 2017, Zezé Perrella foi citado como aparente destinatário final de um suposto  pagamento de propina. O empresário Joesley Batista, da JBS, entregou à Procuradoria-Geral da República (PGR) uma gravação na qual Aécio pede 2 milhões de reais ao empresário para ajudar a pagar a sua defesa na Lava Jato. O dinheiro teria sido entregue a Frederico Pacheco de Medeiros, primo de Aécio e coordenador da sua campanha à presidência da República, em 2014. Um dos quatro pagamentos de 500 mil reais foi filmado pela Polícia Federal. Quem entregou o dinheiro ao primo de Aécio foi o diretor de Relações Institucionais da JBS, Ricardo Saud. A PF seguiu Frederico, que foi filmado repassando a pagamento a Mendherson Souza Lima, assessor parlamentar do senador Zezé Perrella (PSDB-MG), amigo pessoal e aliado político de Aécio. O dinheiro foi rastreado até uma empresa que pertence a Gustavo Perrella, filho de Zezé Perrella. Não existe, segundo a PGR, nenhuma indicação de que o dinheiro tenha sido repassado para algum advogado de Aécio Neves. No final das contas ele foi sequer investigado e a carga do helicóptero foi devolvida a família dele pela polícia federal. Ele foi alvo de estudo econômico da UFMG em 2012.

### Caso do áudio vazado (2019)
Em novembro de 2019, um registro de áudio vazado de Thiago Neves, antes da partida entre Cruzeiro Esporte Clube e CSA, trazia à tona insatisfação do meio campista e de todo o elenco cruzeirense com o até então gestor de futebol Zezé Perrella. Nesse áudio se encontra registrada a cobrança por pagamentos atrasados. O Cruzeiro perderia o jogo contra o CSA, com pênalti perdido por Thiago Neves. No dia 12 de dezembro, Zezé deixou o comando do futebol cruzeirense. Segue a transcrição do áudio:
"Fala Zezé, bom dia, cara. Deixa eu te falar uma coisa. Eu estou pensando aqui, sei que está difícil para vocês aí arrumarem recursos, sei que está correndo atrás, mas estou falando por mim, não falei com ninguém tá, do time. Vê se você não consegue pelo menos pagar esses outros 60% antes do jogo de quinta-feira, que aí não precisa nem ter bicho, entendeu, para ganhar jogo. É uma motivação a mais para a gente cara, acertar o salário aí. Aí você não precisa arrumar uma premiação para ganhar o jogo, porque a obrigação nossa é ganhar esse jogo. Tá louco! Se a gente não ganhar do CSA, pelo amor de Deus. Pô, faz esse esforço para a gente aí, até quinta-feira, tentar acertar esses 60% que estão atrasados do salário."